# Maria Ehrich
Pour les articles homonymes, voir Ehrich.
Maria Ehrich, née le 26 février 1993 à Erfurt, est une actrice allemande.
Elle est spécialement connue pour son rôle de Gwendolyn dans la Trilogie des gemmes : Rouge rubis, Bleu saphir, Vert émeraude.

## Filmographie

### Cinéma

#### Longs métrages
- 2004 : Mon frère est un chien ! de Pierre Timm : Marietta
- 2007 : Rennschwein Rudi Rüssel 2 – Rudi rennt wieder! de Peter Timm : Marie
- 2010 : Rock it! de Mike Marzuk : Francesca
- 2012 : Si papa nous voyait (Für Elise) de Wolfgang Dinslage : Anke
- 2013 : Rouge Rubis (Rubinrot) de Felix Fuchssteiner : Gwendolyn Shepherd
- 2014 : Iron Fist de Carlo Rola : Maria Von Berlichingen
- 2014 : Bleu saphir (Saphirblau) de Felix Fuchssteiner : Gwendolyn Shepherd
- 2016 : Vert émeraude (Smaragdgrün) de Felix Fuchssteiner : Gwendolyn Shepherd

#### Court métrage
- 2014 : Call Her Lotte de Annekathrin Wetzel : Lea

### Télévision

#### Téléfilms
- 2005 : Une mère pour Anna (Eine Mutter für Anna) de Peter Kahane : Marietta
- 2006 : Dresde 1945, chronique d'un amour (Dresden) de Roland Suso Richter : Fille dans un Bunker
- 2007 : Une femme de Chekpoint Charlie (Die Frau vom Checkpoint Charlie) de Miguel Alexandre : Silvia Bender
- 2008 : Sous le soleil d'Ibiza (Ein Ferienhaus auf Ibiza) de Marco Serafini : Lucy
- 2008 : Amour de vacances (Sommer in Norrsunda) de Thomas Herrman : Jaja Sörenson
- 2009 : L'Amour au bout du chemin (Ein Date fürs Leben) de Andi Niessner : Paula Schubert
- 2011 : Marie X (Ausgerechnet Sex!) de Andi Niessner : Viola Haussman
- 2013 : La Petite Sirène (Die kleine Meerjungfrau) de Irina Popow : Princesse Anne-Line
- 2014 : Götz von Berlichingen de Carlo Rola : Maria
- 2015 : Dämmerung über Burma de Sabine Derflinger : Inge
- 2016 : La Souffleuse de verre (Die Glasbläserin) de Christiane Balthasar : Marie Steinmann
- 2018 : Chaos-Queens – Ehebrecher und andere Unschuldslämmer  de Vivian Naefe : Louisa "Lou" Schneider

#### Séries télévisées
- 2003 : Die Hollies : Alica (1 épisode)
- 2006 : Hôtel de rêve... : Sabine Prend (épisode 2, saison 3)
- 2006-2008 : Inga Lindström : Kaja Sörenson/Gitta Rondahl (2 épisodes)
- 2008 : Meine wunderbare Familie : Tanja (2 épisodes)
- 2010 : Danni Lowinski : Jule Gallwitz (1 épisode)
- 2011 : SOKO Stuttgart : Helen Martino (1 épisode)
- 2011 : Le Journal de Meg : Peggy (saison 3, épisodes 1, 2 et 3)
- 2012 : Stolberg : Selina (1 épisode)
- 2013 : Une équipe de choc : Sabrina Seifert (1 épisode)
- 2013 : Das Adlon. Eine Familiensaga (mini série) : Alma Schadt jeune
- 2016 : Berlin 56 (mini série) : Helga Schöllack (6 épisodes)
- 2017 : Berlin 59 (mini série) : Helga Schöllack (6 épisodes)
- 2021 : Berlin 63 (mini série) : Helga Schöllack (6 épisodes)

### Doublage
- 2016 : Ballerina : Félicie Milliner (voix allemande)